# L'affare è fatto
L'affare è fatto (L'affaire est dans le sac) è un film del 1932 diretto da Pierre Prévert.

## Trama
Il film racconta comicamente le vicende di una ridicola coppia (un cappellaio e un giovane imbranato) che vogliono fare un torto ad un miliardario cercando di sequestrare il figlio.